# Mrtvý holky

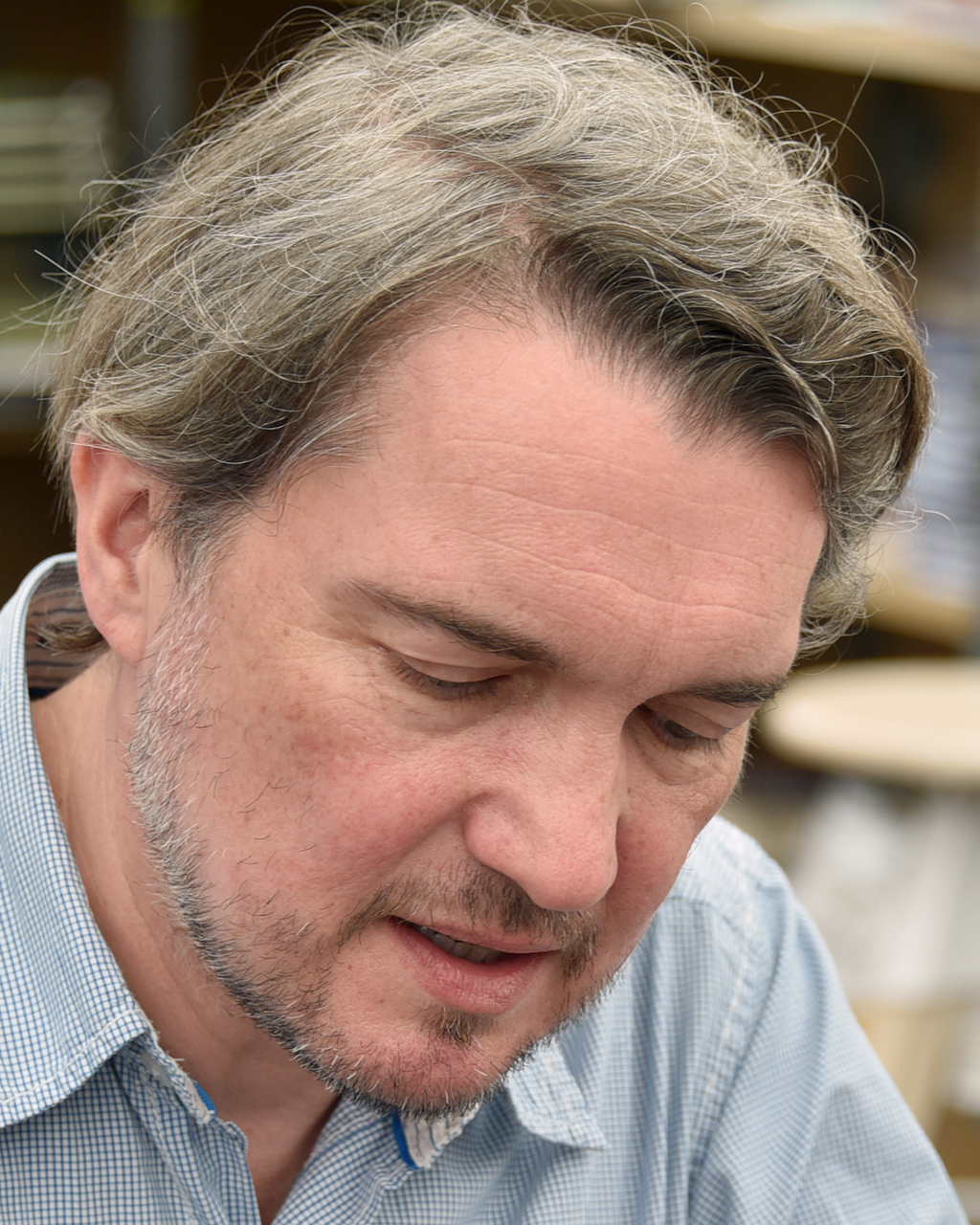
Miloš Urban

Mrtvý holky je sbírka povídek českého spisovatele, překladatele a redaktora Miloše Urbana. Kniha nese podtitul Deset divných povídek a poprvé vyšla v roce 2007 v nakladatelství Argo. Texty v ní nejsou nové, jde většinou o povídky z let 2002 až 2006, které byly již dříve samostatně publikovány. Autorem grafické podoby knihy je Pavel Růt, jehož jméno je s tvorbou Miloše Urbana dlouhodobě spjato. Texty využívají kombinaci realismu moderního světa, nadpřirozena, podivínských postav a erotických prvků.

## Charakteristika textu
Soubor obsahuje celkem deset povídek, které vznikaly časově i obsahově nezávisle na sobě a teprve dodatečně je autor spojil do jednoho díla. V knize jsou povídky seřazené chronologicky podle data svého vzniku. S výjimkou delších textů („Štědrá noc baronky z Erbannu“, „To strašný kouzlo podzimu“) mají většinou rozsah 10–20 stran. V knize se objevují příběhy vyprávěné jak mužskými, tak ženskými postavami za použití er-formy i ich-formy. Formálně odlišná je pouze povídka „Záznam rozhovoru se ženou středního věku“, která je napsána dialogicky.
Pojítkem všech povídek v souboru je téma vztahů, respektive různých podob vztahu muže a ženy v nejrůznějších životních fázích a v odlišných sociálních prostředích propletené nejzvláštnějšími fetiši. Urbanovi hrdinové touží po ovládnutí druhého pohlaví a manipulaci s ním. Láska je zde spojována s bolestí a se smrtí. Někteří komentátoři popisují Urbanův styl jako úmyslně dráždivý a provokující porušováním konvencí, neboť užívá prvků až perverzních a bizarních ve stylu E. A. Poea. Všechny povídky se odehrávají v současnosti. Místem děje je ve většině případů město, konkrétně pak Praha, nechybí však ani romantické prostředí starého zámku nebo opuštěného lesního altánku. Detailní popisy vykreslující vybrané lokality vytváří působivou atmosféru. Miloš Urban ve sbírce zdatně kombinuje prvky a postupy vysoké literatury (symboliku, analogii, citace, autocitace, parafráze, mystifikaci) s literaturou pokleslou či populární, kdy střídá motivy hororové, erotické, detektivní i mysteriózní.

## Obsah

### Běloruska
Povídka nese podtitul „Povídka o lásce“. Zbohatlý estét, majitel pražského vetešnictví, narazí na Hlavním nádraží na prostitutku z Běloruska. Koupí si ji a na jejího pasáka zavolá policii. Dívka se jmenovala Irina, ale on ji říkal Koljo. Zaměstnal ji jako figurínu ve výloze. Tam si jí všimla jedna korpulentní americká dáma, chtěla koupit náušnice, které měla Kolja v uších, i s Koljou. Za utržené peníze šli na večeři. Tvořili spolu opravdu bizarní pár, obchodník svoji Bělorusku vodil po Praze na vodítku ověšenou drahými šperky. Jednoho večera pořádal ve svém krámě večírek, kam pozval své přátele, milovníky krásy a umění. Při této příležitosti se rozhodl předělat Kolju na umělecké dílo. Na zadek ji vyryl své iniciály M.U. (Max Unterwasser), do krku ji zabodal náušnice, aby tvořily náhrdelník, drahými šperky ji propíchal prsní bradavky a zlatem ji omotal i stydké pysky. Vyvrcholením celé oslavy bylo to, že všechny své obdivovatele Kolja počůrala. Najednou na večírek vtrhla ona americká dáma, vzala dvě šavle a začala se s nimi ohánět. Obchodník dostal ránu do hlavy, přišel o oči. Co se stalo s Koljou se nikdy nedozvěděl.
Povídka je jménem hrdiny provázána s prózou Michaela, která vznikla ve stejné době jako „Běloruska“ a jejíž první vydání bylo publikováno pod pseudonymem Max Unterwasser. Eliška F. Juříčková povídku nazvala „vstupní provokací“, která svými sexuálními vizemi překračuje meze obyčejného vkusu i pro čtenáře, kteří nejsou prudérní.

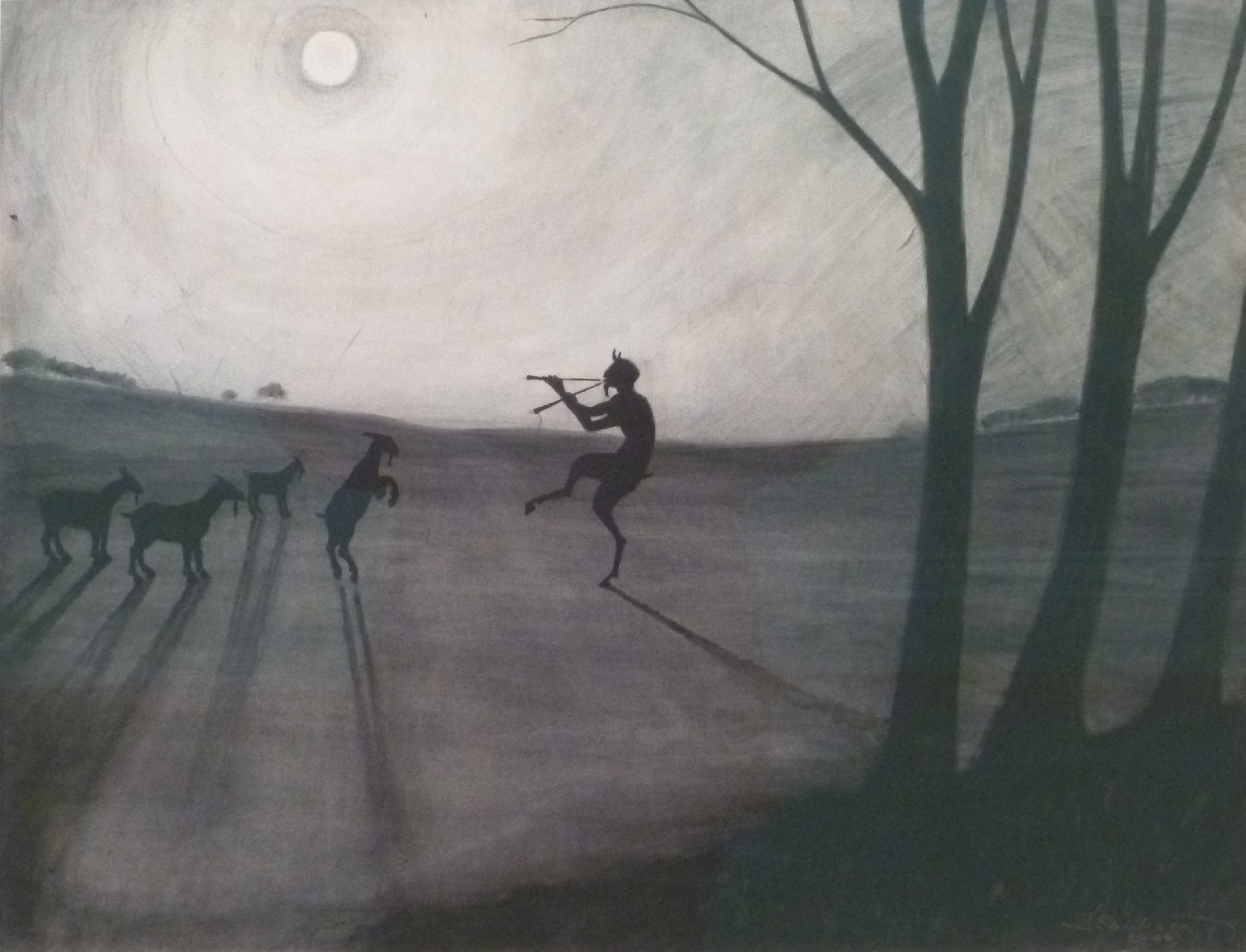
Faun od Léona Spilliaerta

### Faun
Povídka začíná citací básně Paula Verlaina. Příběh vypráví muž, který se se svojí přítelkyní Helenou marně pokouší o dítě. Helena prodělala řadu vyšetření a zjistila, že neplodná není. Dala muži ultimátum, buď se nechá také vyšetřit, nebo jí to dítě udělá někdo jiný a odešla od něj s tím, že se k němu vrátí, až donese hotový test. Po dvou týdnech se nakonec odhodlal, když ale výsledky nesl Heleně, spatřil pod jejím oknem jiného muže, Filipa. Ten s oblibou hrál na Panovu flétnu a i vzhledem vypravěči připomínal fauna. V následujících dnech měl muž neustále pocit, že slyší hrát flétnu a vše špatné, co se mu přihodilo, připisoval Filipovi. Ten se s ním nakonec skrz internet spojil. Domluvili se na schůzce. Muž ale na schůzku nedošel, místo toho sledoval Filipa k němu domů. Filip byl homosexuál, po celé ložnice měl nalepené mužovy podobizny. Muž byl v šoku, vzal nůžky, bodnul je Filipovi do břicha, zavolal sanitku a utíkal k Heleně. Ta byla celou dobu v ženských lázních a od Filipa se tehdy půjčovala píšťalu, kterou si chtěla vzít s sebou. Tu noc 28. května se Helena s mužem milovala. V únoru 28. se jim pak narodili dva chlapci, dvojčata.
Podobně jako v jiných Urbanových textech se v povídce objevuje fascinace ostrým objektem vnikajícím do těla v rámci sadomasochistické estetiky. Motiv je však zpracován poměrně decentně, neboť ke zranění dochází poraněním o růži s žiletkou, která funguje jako metafora vagíny.

### Občina
Muž šel večer o svatodušní neděli na procházku se svým jezevčíkem Kukim. Cestou narazili na dvě mladé dívky, které si hrály na kopci občině a které začaly Kukiho okamžitě mazlit. Pokračovali v cestě, pes se ale najednou sebral a vrátil se zpět k dívkám. Ty zrovna nacvičovaly podivné tance, při kterých máchaly rukama a vytáčely oči tak, aby bylo vidět jen bělmo. Ani ke Kukimu se nechovaly tak jako předtím, ale právě naopak, nadávaly mu a schytal i několik kopanců. Muž psa vzal a zmizel s ním v lese. Během toho, co kouřil a přemýšlel o dívkách, Kuki opět utekl. Muž ho šel hledat. Došel za dívkami, ale ty jakoby byly v transu, tančily a nevnímaly ho. O kus dál v trávě našel čerstvě utrženou zvířecí nohu bez srsti. Z občiny k němu dolehl dětský smích.

### Vlasy
Tento příběh vypráví muž, který je posedlý ženskými vlasy. Sedí u kadeřnice a vzpomíná na dívku, se kterou kdysi randil a která na něj pohlíží z plakátu. Wanda měla nádherné, po zadek dlouhé červenohnědé vlasy. Jednoho dne si je ale ostříhala, protože na vlasech přece nezáleží. Rozešel se s ní. Zůstaly mu po ní jen nůžky. Pak si našel novou dívku, Danielu, myslel si, že s tou mu to vyjde, že její vlasy může milovat, ale pak se v televizi objevila Wanda, dělala reklamu na jogurt. Nemohl na ní přestat myslet. Daniele se omluvil a odjel na firemní školení. Tam ve večerní show vystupovala ona, Wanda, s vlasy ještě nádhernějšími než kdy dřív. Večer s ní šel na pokoj, miloval se s jejími vlasy. Zeptal se jí, jestli s ním zůstane. Nezůstane, jen na něj nemohla zapomenout, tak zjistila, kde pracuje a domluvila si vystoupení. Podal ji její nůžky a poprosil ji alespoň o pramen na památku. Ustřihla si celý cop.

### Záznam rozhovoru se ženou středního věku
Osmnáctiletý mladík vede řízený rozhovor se ženou středního věku, kvůli své seminární práci. Žena se nejprve zdráhá odpovídat na studentovy zvídavé, intimní otázky. Po několika skleničkách fernetu se ale rozpovídá. Student se tak dovídá o jejím těžkém dospívání, kdy se prodávala mužům. Připomínkou této doby je její ošklivá jizva.

### Smrtečka
Dva staří přátelé se každoročně scházejí, aby se společně opili a oslavili narozeniny. Ženě bude letos 33. Má nemocné srdce. Svěří se muži, že ještě nikdy neměla orgasmus. Dohodnou se tedy, že spolu oslaví narozeniny někde v přírodě a vyspí se spolu.
„Šlo to rychle. Seděla na něm, houpala se, dlaněmi mu svírala ramena. Náhle se narovnala v zádech a strnula, cuklo jí v koutcích úst, ruce jí vystřelily k prsům, otevřela překvapené oči. Třásla se jako osikový list. Potom ho chytila za zápěstí a sevřela je, až to zabolelo. Poznal, že to na něj nehraje. Že je to doopravdy. A že to bylo snadné jako… snadné jako vražda, napadlo ho. Ušklíbl se tomu, plácl ji po zadku.“
Najednou se žena začala třást a celá ztuhla. Petite mor, malá smrt, smrtečka, orgasmus. Neprobírala se. Muž se rozhodl, že ji pohřbí. Nedokázal vykopat víc než půl metru hluboký hrob, který by byl příliš nápadný. Poslal ji tedy po řece, aby to vypadalo, že se utopila. Na její tělo pak narazil u jezu, kde se zaklínilo. Skočil pro ni. Společně se motali ve víru vody, až je voda vyhodila na břeh. Žena se probrala. Muže považovala za svého zachránce, myslela si, že je jí souzený, neustále mu volala a psala. On s ní ale už nechtěl mít nic společného. Když mu volala jednou uprostřed noci, řekl jí, ať toho nechá, nebo ji tentokrát zabije doopravdy.

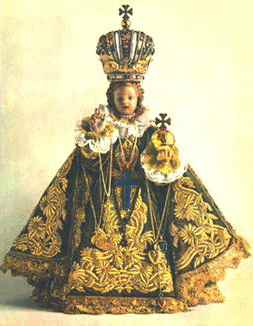
Pražské Jezulátko

### Pražské Jezulátko
J. se zamilovala do T., cynického spisovatele. Teď ho našla v jedné pražské hospodě. T. neměl Prahu rád, nepovažoval ji za magickou, J. ano. Pohádali se kvůli tomu. T. nakonec odešel a nechal ji tam samotnou. J. chodila po Praze až došla k chrámu Panny Marie Vítězné. Modlila se k Pražskému Jezulátku, chtěla k Vánocům dostat T. Cestou z chrámu narazila v jedné z bočních na oběšenou mladou dívku. Vzala si její boty a kabát. V oblečení po zemřelé najednou získala odvahu a sebevědomí. Zazvonila u T. doma. Otevřel jí a pozval dál. J. to považovala za dar od Jezulátka.

### Štědrá noc baronky z Erbannu
Povídka je otevřeně inspirovaná dílem Edgara Allana Poea, Karla Jaromíra Erbena a Josepha von Eichendorffa.
Milada, vnučka baronky z Erbannu, a její přátelé Karel, Jaromír, Hana a Marie tráví Vánoce v barončině sídle. Karel už půl roku chodí s Miladou, Jaromír je záletník, Hana je posedlá jídlem a Hana miluje tanec. Než začne štědrovečerní večeře, hraběnka zemře. Poslední slova, která pronese jsou: „Budoucnost… Tebou to končí, Mili…“ V noci se pak každému zjeví jiný strašidelný přízrak. Hana vidí tlustou paní, která zvrací sladkosti, Marii vidí ochrnutou ženu, Karel muže, který se chce otrávit a Jaromír starého záletníka, kterému se promítají všechny ženy, které kdy měl. Mili se zjevuje malé dítě, s Karlem si při milování nedali pozor a tohle je důsledek. Ráno všichni odjíždějí. Mili ještě zahlédne ducha své babičky.

### Žádný něžnosti
Petr v práci během porady čelil kritice od své kolegyně Edity. Podruhé se s ní setkal na parkovišti. Zapomněla si klíče od auta a potřebuje svézt domů. Cestou k bytu dělala Petrovi v autě různé naschvály, aby ho naštvala. Nakonec přiznala, že si klíče nezapomněla, ale potřebovala záminku, aby s ní Petr jel domů. Chtěla, aby ji potrestal. Žádné něžnosti, žádné líbání ani objímání. Ukázala, kde najde provaz a důtky. Petr ji přivázal k židli, zalepil jí pusu páskou a důtky vyhodil z okna. Bezbrannou ženu začal líbat a šeptat jí něžnosti. Pro Editu největší trest.

### To strašný kouzlo podzimu
Povídka s podtitulem „Variace na Raimiho, Cavea a Eichendorffa“. Přestože již tento podtitul odkazuje, kromě klasické literatury, také na inspiraci populární kulturou (Nick Cave, Sam Raimi), objevuje se v textu reálně jen málo prvků současné hollywoodské kinematografie – mnohem častější jsou odkazy k černobílé a přehnaně kolorované hollywoodské estetice 50. a 60. let.
„Nechoď s holkou do lesa, když je ještě panna (...) Pokud je jí víc než patnáct a míň než sedmnáct, to pak do lesa nebrat. (...) Holka les probudí, něco v něm zažehne, když je v tom věku. (...) S holkou v lese na podzim nic dobrýho čekat nemůžete.“
Příběh vypravuje dívka. Povídá si s klukem o jeho podzimním výletě do lesa v Bludově. Pak roli vypravěče přejímá chlapec, vypráví, co se událo. Rád cestoval a přespával sám pod širým nebem. Jednou s sebou ale vzal Renku, dívku, kterou sotva znal. Do Bludova dojeli vlakem, pak došli k lesnímu altánku, kde stála socha s rudě nabarvenýma očima. Renka se jí bála, měla pocit, že ji stále pozoruje. Chlapec proto sochu shodil do trávy. To ale Renku vyděsilo ještě víc a utekla do lesa. Chlapec se za ní vydal. V lese našli chatu, ve které se rozhodli strávit noc. Venku propukla bouře. Renka mezi stromy zahlédla bílou postavu, myslela si, že je socha pronásleduje. Šla se podívat, co to je, ale už se navrátila. Ráno chlapec zavolal policii.
„Renku našli nedaleko od chaty. Anebo to, co z ní zbylo. Posekanou, znetvořenou, zbavenou života i podoby ji vyčenichali pod listím policejní psi. DNA mluví i po smrti, byla to nabeton ona. Našlo se taky pár náležitostí. Její oči byly schovaný v hnízdě straky. Hrst rozbitejch, vytlučenejch zubů, se našla ve váčku převázaným špagátem z lidskýho střívka. Ten pytlíček byl její žaludek. Šouplý to bylo do jezevčí nory.“
Policie vraha nikdy nedopadla. Čtenář se až na konci příběhu dozvídá, že dívka, která příběh vypráví, je zodpovědná za smrt své sokyně.